# Horokanai
Horokanai (jap. 幌加内町 Horokanai-chō) – miasto w Japonii, w prefekturze Hokkaido, w podprefekturze Kamikawa. Według danych na rok 2020 miejscowość zamieszkiwało 1 370 mieszkańców , a gęstość zaludnienia wyniosła 1,8 os./km².